# Jennifer Egan

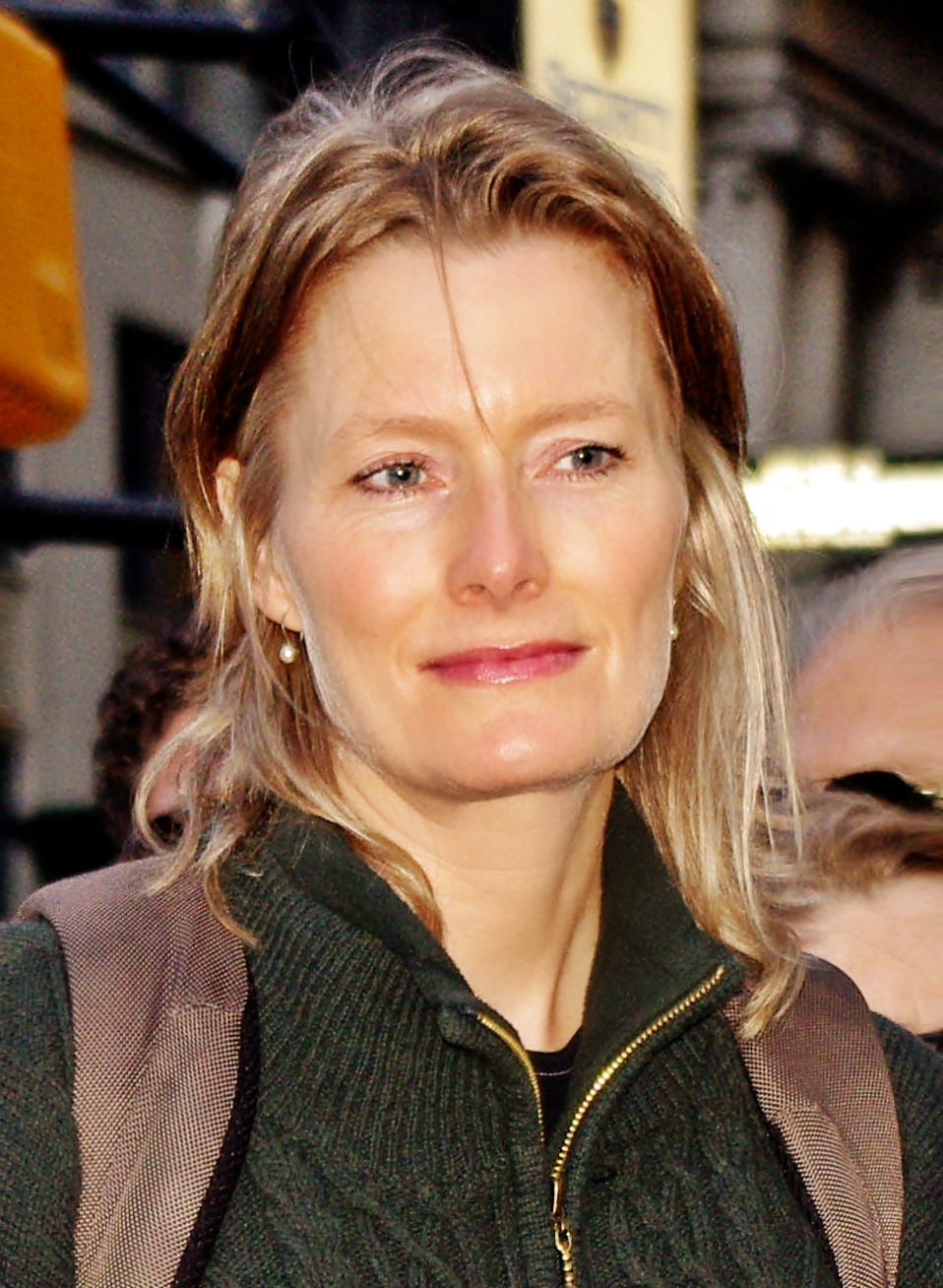
Jennifer Egan bei Occupy Wall Street 2011

Jennifer Egan (* 7. September 1962 in Chicago, Illinois) ist eine US-amerikanische Schriftstellerin. Für A Visit from the Goon Squad wurde sie 2011 mit dem Pulitzer-Preis ausgezeichnet. 2015 wurde dieser Roman von der BBC-Auswahl der besten 20 Romane von 2000 bis 2014 zu einem der bislang bedeutendsten Werke dieses Jahrhunderts gewählt. Seit 2018 ist sie Präsidentin des Schriftstellerverbandes PEN America.

## Leben
Egan wuchs in San Francisco auf, studierte an der Universität von Pennsylvania und dem St. John’s College in Cambridge. Sie schreibt seit 1993 Romane, Erzählungen sowie Essays und Artikel für Magazine wie The New Yorker, die New York Times oder Harper’s Bazaar. Der Roman Look at me war vor dem 11. September 2001 fertig lektoriert, andernfalls hätte Egan ihn nach eigener Einschätzung neu schreiben müssen.
Ihr Twitter-Roman Black Box hat die Form einzelner Tweets, also Abschnitte mit maximal 140 Zeichen, und beschreibt darin die Gedanken einer Protagonistin, die in Agententhriller-Manier auf einen Verbrecher angesetzt wird. Black Box erschien zuerst in The New Yorker am 4. und 11. Juni 2012.
Die Schriftstellerin lebt und arbeitet im New Yorker Stadtteil Brooklyn.

## Werke

### Romane und Erzählungen
- 1993 Emerald City (Erzählungen)
  - Stadt aus Diamant, dt. von Nina am Weg; Venusberg, Bonn 1996, ISBN 3-9804441-2-0.
  - auch als: Emerald City, dt. von Sigrid Ruschmeier; Schöffling, Frankfurt am Main 2000, ISBN 3-89561-221-9.
- 1995 The Invisible Circus (Roman)
  - Die Farbe der Erinnerung, dt. von Günter Ohnemus; Schöffling, Frankfurt am Main 1999, ISBN 3-89561-220-0.
- 2001 Look at Me (Roman)
  - Look at me, dt. von Gabriele Haefs; Schöffling, Frankfurt am Main 2002, ISBN 3-89561-222-7.
- 2006 The Keep (Roman)
  - Im Bann, dt. von Gabriele Haefs; Schöffling, Frankfurt am Main 2007, ISBN 3-89561-223-5.
- 2010 A Visit From the Goon Squad (Roman)
  - Der größere Teil der Welt,[2] dt. von Heide Zeltmann; Schöffling, Frankfurt am Main 2012, ISBN 978-3-89561-224-4.
- 2013 Black Box (Twitter-Roman)
  - Black Box, dt. von Brigitte Walitzek; Schöffling, Frankfurt am Main 2013, ISBN 978-3-89561-251-0.
- 2017 Manhattan Beach (Roman)
  - Manhattan Beach, dt. von Henning Ahrens, mit einem Interview mit Jennifer Egan; S. Fischer, Frankfurt am Main 2018, ISBN 978-3-10-397358-7; Rezension von Mithu Sanyal im Deutschlandfunk Büchermarkt - Buch der Woche vom 14. Oktober 2018
- 2022 The Candy House (Roman)
  - Candy House, dt. von Henning Ahrens; S. Fischer, Frankfurt am Main 2022, ISBN 978-3-10-397145-3.

### Essays und Artikel
- The Bipolar Puzzle, in: New York Times Magazine, 14. September 2008
- Wanted: A Few Good Sperm, in: New York Times Magazine, 19. März 2006
- Love in the Time of No Time, in: New York Times Magazine, 23. November 2004
- You Don’t Know Madonna, in: GQ, 15. Dezember 2002
- To be Young and Homeless, in: New York Times Magazine, 24. März 2002
- The Technology, in: New York Times Magazine, 23. September 2001
- Lonely Gay Teen Seeking Same, in: New York Times Magazine, 10. Dezember 2000
- Walking Toward Mindfulness, in: New York Times Magazine, 7. Mai 2000
- Power Suffering, in: New York Times Magazine vom 16. Mai 1999
- Why a Priest, in: New York Times Magazine, 4. April 1999
- Uniforms in the Closet, in: New York Times Magazine, 28. Juni 1998
- A Thin Line Between Mother and Daughter, auf: Salon.com, 14. November 1997
- The Thin Red Line, in: New York Times Magazine, 27. Juli 1997
- James is a Girl, in: New York Times Magazine, 4. Februar 1996

## Verfilmungen
- 1999 The Invisible Circus (dt. Deadly Shadows)

## Auszeichnungen
- 2002 Carroll Kowal Journalism Award für den New York Times Magazine-Artikel To be Young and Homeless
- 2009 Outstanding Media Award for Science and Health der National Alliance on Mental Illness für den New York Times Magazine-Artikel The Bipolar Puzzle.
- 2010 Los Angeles Times Book Prize (Fiction) für A Visit from the Goon Squad
- 2011 National Book Critics Circle Award (Fiction) für A Visit from the Goon Squad
- 2011 Pulitzer-Preis (Roman) für A Visit From the Goon Squad
- 2018 Andrew Carnegie Medal for Excellence in Fiction für Manhattan Beach